# ديه فوي
ديه فوي (بالإنجليزية: Des Foy)‏ هو لاعب دوري الرغبي بريطاني، ولد في 29 ديسمبر 1963 في أولدم في المملكة المتحدة.